# غرفة عديمة الصدى

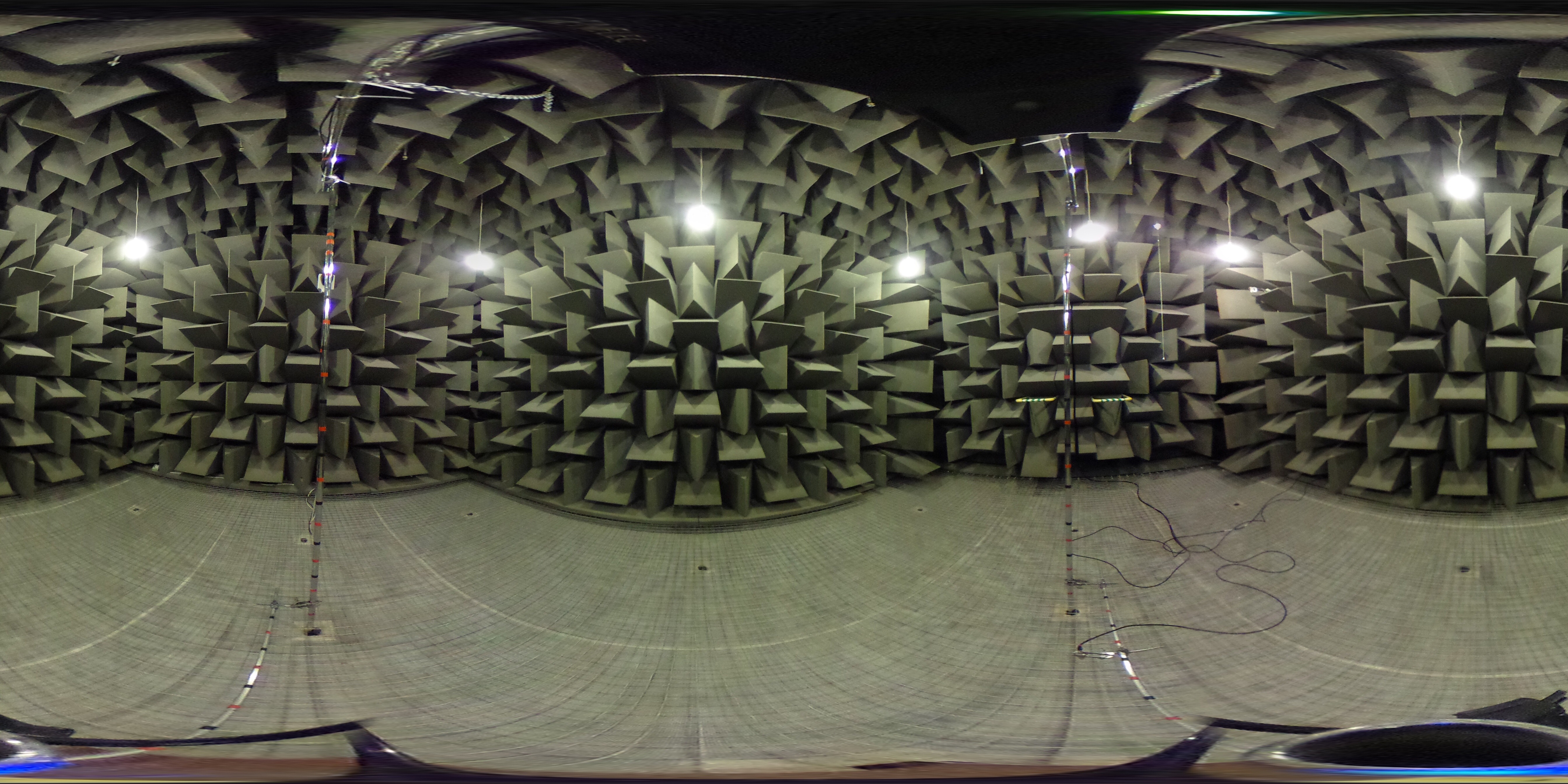
صورة لغرفة الصدى الصوتية 360 ْ

صممت الغرفة عديمة الصدى (صدى بمعنى «غير عاكس») لامتصاص امتصاصات الموجات الصوتية أو الكهرومغناطيسية بالكامل، كما أنها معزولة في كثير من الأحيان من الموجات الداخلة من محيطها، هذا المزيج يعني أن الشخص أو الكاشف يسمع حصريًا الأصوات المباشرة (لا توجد أصوات ترددية).

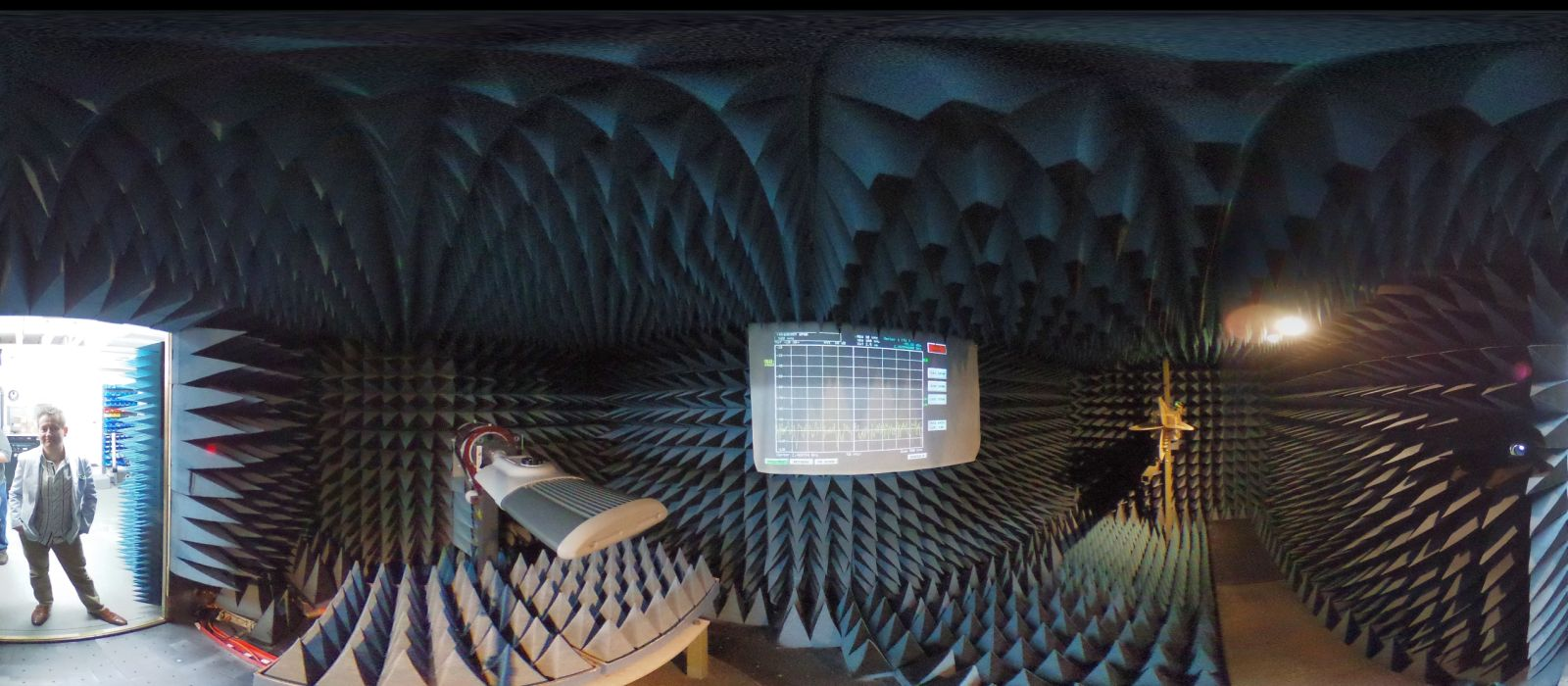
صورة للغرفة اللاهوائية الكهرومغناطيسية 360 ْ

استعملت غرف اللاأنكية، وهو مصطلح صاغه خبير الصوتيات الأمريكي ليو بيرانيك، في البداية بشكل حصري للإشارة إلى غرف اللاإنسانية الصوت، في الآونة الأخيرة، عدل المصطلح ليشمل غرف اللازورد اللاسلكية، والتي تقضي على الانعكاس والضوضاء الخارجية الناجمة عن الموجات الكهرومغناطيسية.
تتراوح غرف لاشوى من حجرات صغيرة، ويعتمد حجم الغرفة على الأجسام ونطاقات التردد التي تختبر فيها.

## غرف صوتية عديمة الصوت

اختبار سماعات الرأس في غرفة تقارير المستهلك.

يشيع استخدام غرف اللاسوية في الصوتيات لإجراء تجارب في ظروف «المجال الحر» الاسمية، وهذا يعني أن المجال الحر لا يوجد فيه إشارات منعكسة، جميع الطاقة الصوتية سوف تسافر بعيدا، تشمل تجارب الغرف الصامتة الشائعة قياس وظيفة النقل لمكبر الصوت أو اتجاه الضوضاء، بشكل عام، يتميز الجزء الداخلي من الحجرة بالهدوء الشديد، مع مستويات ضوضاء نموذجية تتراوح من 10 إلى 20 ديسيبل، في عام 2005، تم قياس أفضل غرفة عديمة الصدى عند 49.4 ديسيبل،  في عام 2015، حطمت غرفة صامتة في حرم مايكروسوفت الرقم القياسي العالمي بقياس 620.6 ديسيبل،  يمكن للأذن البشرية عادةً اكتشاف الأصوات أعلى من 0 ديسيبل، لذلك فإن أي إنسان في مثل هذه الغرفة ينظر إلى المناطق المحيطة على أنها خالية من الصوت، من الناحية القصصية، قد لا يحب بعض الناس هذا الهدوء ويمكن أن يصابوا بالارتباك. 

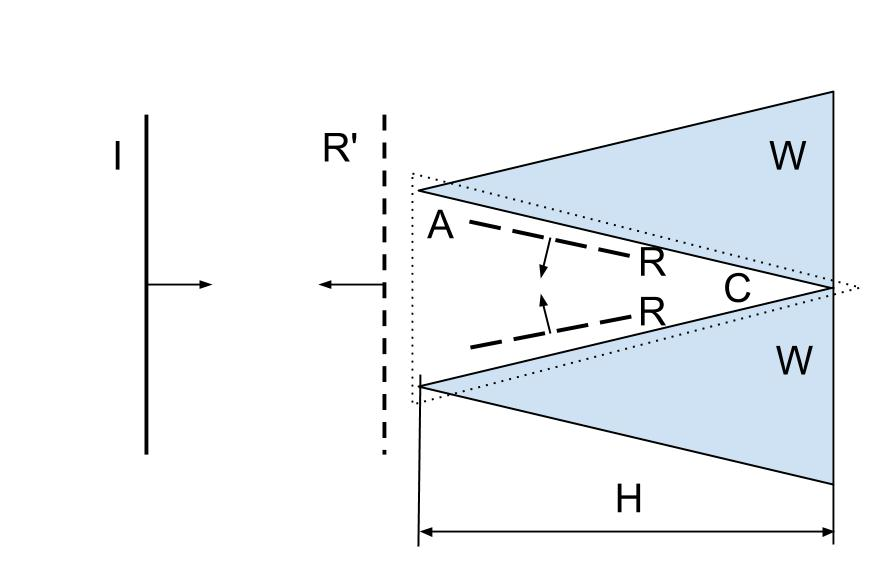
التقليل من انعكاس الموجات الصوتية عن طريق جدران الغرفة اللاهوائية.

الآلية التي تقلل بها الغرف غير الصوتية من انعكاس الموجات الصوتية التي تصطدم بجدرانها على النحو التالي: في شكل مدرج، موجة صوتية، يتكون هذا الجدار من سلسلة من الأوتاد، حاء حدود الفجوة في الهواء W، هذا الارتداد قد ينتج (على الأقل مؤقتًا) A، أثناء هذه العملية، تتبدد الطاقة الصوتية للأمواج R عبر اللزوجة الجزيئية للهواء، وخاصة بالقرب من الزاوية c  بالإضافة إلى ذلك، مع استخدام المواد الرغوية لتصنيع الأوتاد، تحدث آلية تبديد أخرى أثناء تفاعلات الموجات / الجدران، نتيجة لذلك يتم تقليل عنصر الموجات المنعكسة R على طول اتجاه الفجوات A (ويعود إلى مصدر الصوت)إلى الرمز R ' بشكل ملحوظ، على الرغم من أن هذا التفسير ثنائي الأبعاد، إلا أنه تمثيلي وقابل للتطبيق على الهياكل الإسفينية ثلاثية الأبعاد الفعلية المستخدمة في الغرف الصامتة.

### غرف شبه عدوانية
تهدف الغرف اللاهوائية الكاملة إلى امتصاص الطاقة في جميع الاتجاهات، تتميز الغرف شبه الصخرية بأرضية صلبة تعمل كسطح عمل لدعم العناصر الثقيلة، مثل السيارات أو الغسالات أو الآلات الصناعية، بدلاً من أرضية الشبكات، هذا الطابق مبلل ويعوم على مخازن ماصة، استديوهات التسجيل غالبًا ما تكون شبه عدوانية.

## ترددات الراديو الصوتية

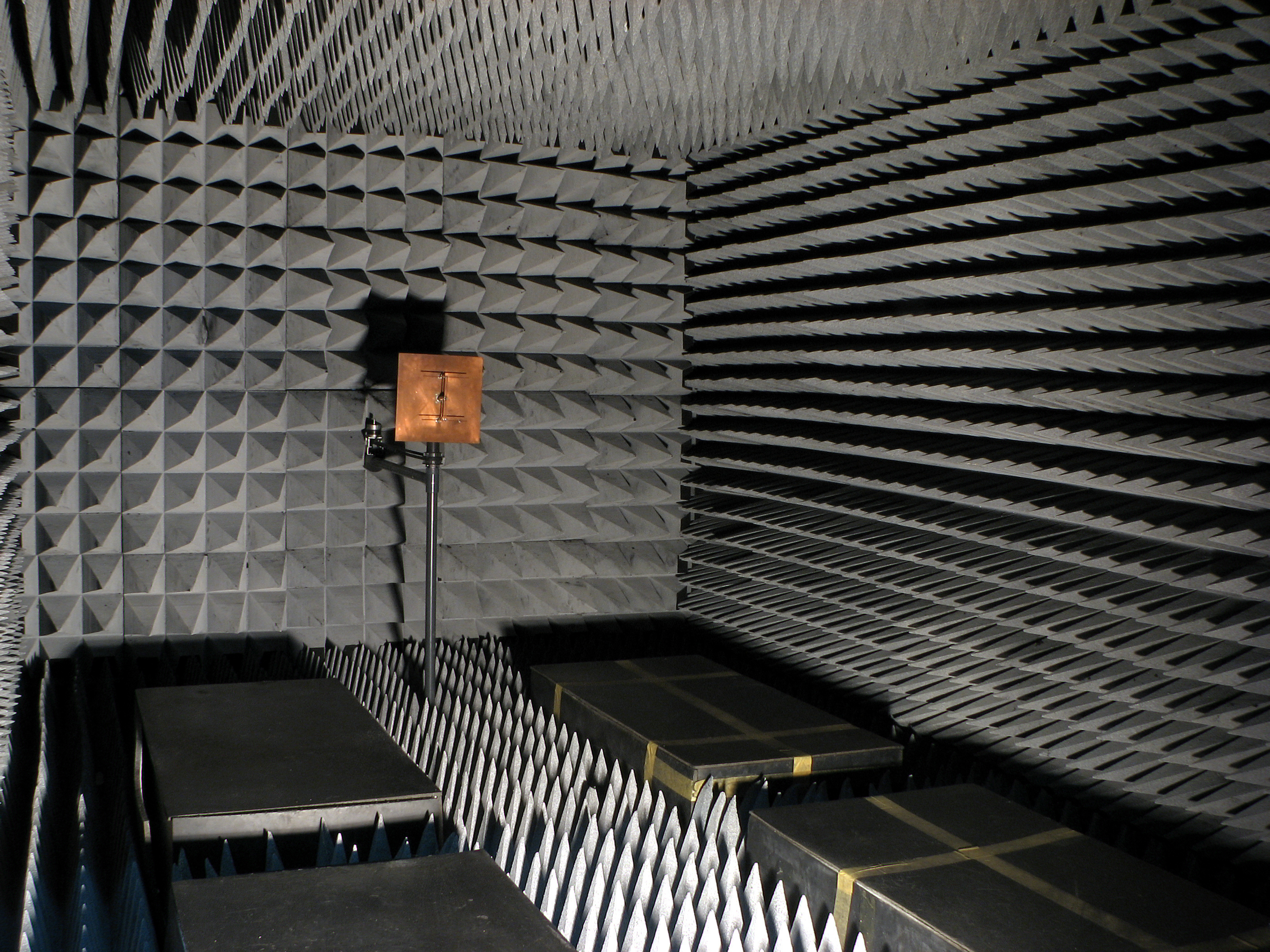
غرفة ترددات لاسلكية.

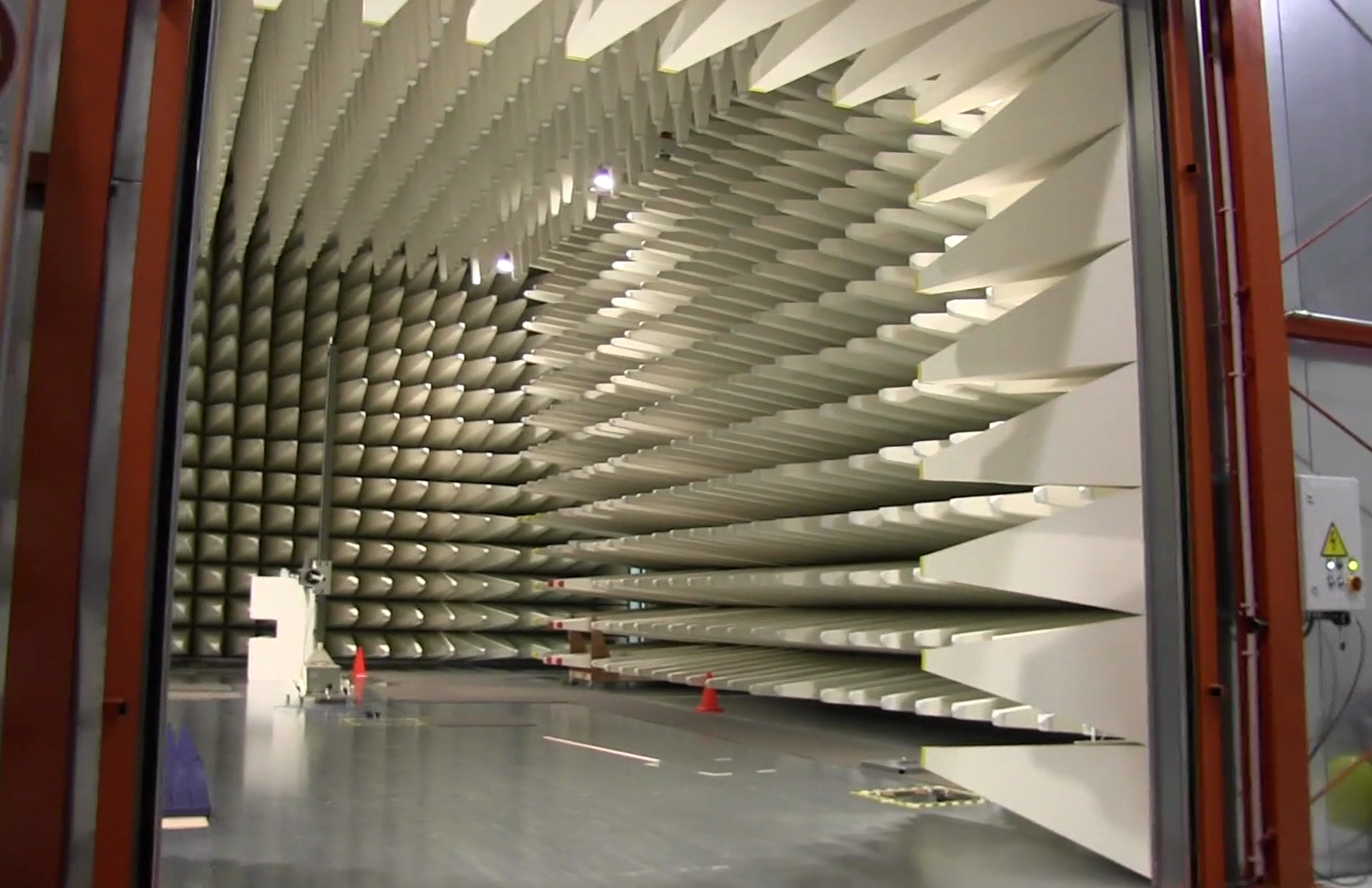
غرفة اختبار كبيرة غير مسبوقة لاحظ المخاريط البرتقالية للحجم المرجعي.

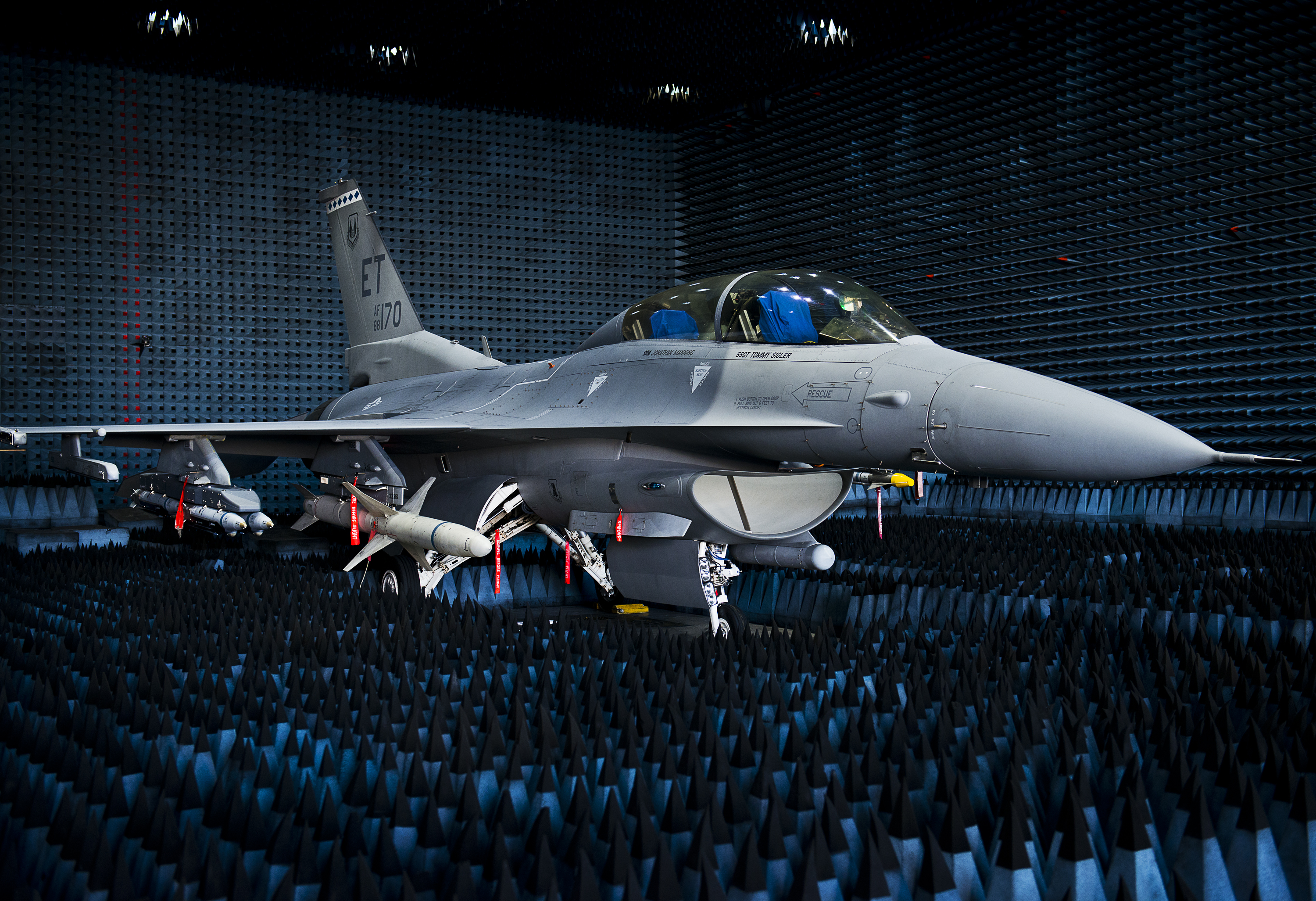
فالكون في غرفة الاختبار كاتمة للصدى في قاعدة سلاح الجو ايجلين.

يشبه المظهر الداخلي للغرفة الصامتة للترددات الراديوية (RF) أحيانًا المظهر الداخلي للغرفة الصوتية ومع ذلك، فإن الأسطح الداخلية للغرفة اللاهوائية RF مغطاة بالإشعاع بدلاً من المواد الماصة للصوت، تشمل استخدامات غرف الصدى الراديوي RF هوائيات الاختبار والرادارات، وعادة ما تستخدم لإيواء الهوائيات.
تشكل توقعات الأداء (الكسب، الكفاءة، خصائص النمط، إلخ) تحديات أساسية في تصميم هوائيات قائمة بذاتها أو مضمنة واي فاي، بلوتوث، LTE ، MIMO ، RFID و GPS.

### المواد الماصة للإشعاع
تم تصميم مادة ماصة للرادار (RAM) وشكلها لامتصاص إشعاع التردد اللاسلكي (المعروف أيضًا باسم الإشعاع غير المؤين)، كلما زادت فعالية مادة ماصة للرادار (RAM)، انخفض مستوى ناتج إشعاع RF المنعكس، تتطلب العديد من القياسات في التوافق الكهرومغناطيسي (EMC) وأنماط إشعاع الهوائي أن الإشارات الهامشية التي تنشأ من إعداد الاختبار، بما في ذلك الانعكاسات، لا تكاد تذكر لتجنب خطر التسبب في أخطاء القياس والغموض.

### الفعالية على التردد
موجات ذات ترددات أعلى وأطوال موجات أقصر وطاقة أعلى، بينما موجات الترددات المنخفضة لها أطوال موجات أطول وطاقة أقل، وفقًا للعلاقة {\displaystyle \lambda =\upsilon /f}حيث تمثل {\displaystyle \lambda } الطول الموجي، {\displaystyle \upsilon } هو سرعة طور الموجة، و {\displaystyle f}هو التردد، لحماية طول موجي محدد، يجب أن يكون المخروط مناسبًا لامتصاص هذا الطول الموجي، يتم تحديد جودة أداء حجرة اللاصقة اللاسلكية بأقل تردد للتشغيل، حيث تكون الانعكاسات المقاسة من الأسطح الداخلية هي الأهم مقارنةً بالترددات الأعلى، تكون المادة الماصة للرادار الهرمية في أقصى درجات الامتصاص عندما تكون الموجة العارضة في المعدل الطبيعي لسطح الغرفة الداخلية ويكون ارتفاع الهرم مساويًا تقريبًا {\displaystyle \lambda \diagup 4} حيث {\displaystyle \lambda }هو طول موجة الفضاء الحر، الحجم، ارتفاع الهرم، حجم ذاكرة الوصول العشوائي.

### التثبيت في غرفة فحص
عادةً ما يتم تصميم غرفة اللاسلكي RF في غرفة تم فحصها، وهي مصممة باستخدام مبدأ قفص فاراداي، وذلك لأن معظم اختبارات الترددات اللاسلكية تتطلب حجرة غير مسببة للتقليل من الانعكاسات.

### حجم الغرفة والتكليف

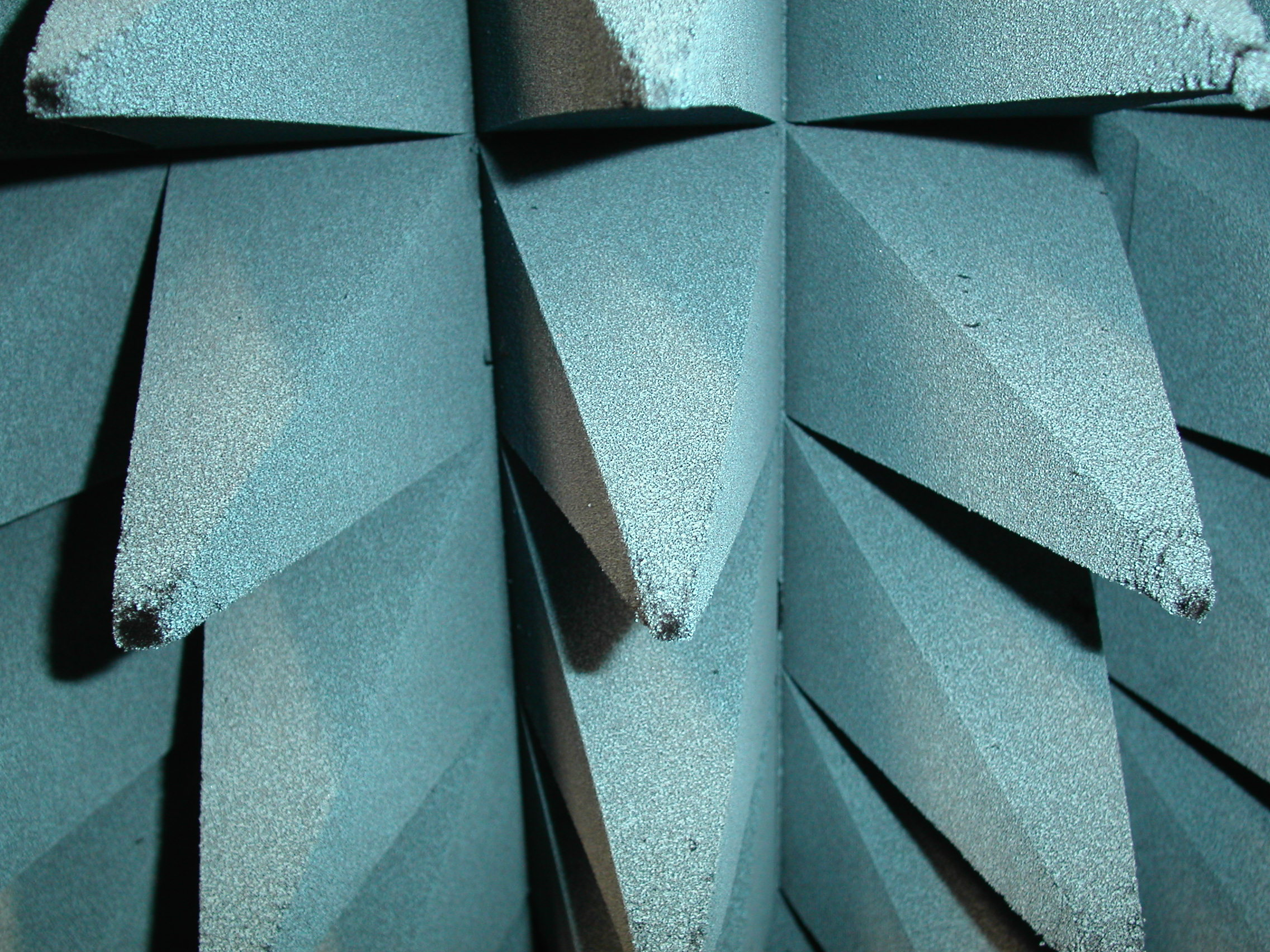
صورة مقربة لمادة ماصة للرادار هرمية.

في الترددات المشعة المنخفضة، يمكن طلب قياس المجال البعيد، في بعض الأحيان، على سبيل المثال لقياسات المقطع العرضي للرادار، من الممكن تغيير حجم الجسم قيد الاختبار وتقليل الغرفة.
عادة ما يتم تصميم غرف اللاصقة اللاسلكية RF لتلبية متطلبات معيار أو أكثر من المعايير المعتمدة، على سبيل المثال، قد تقوم صناعة الطائرات باختبار المعدات الخاصة بالطائرات، بمجرد البناء، يتم إجراء اختبارات القبول أثناء التكليف للتحقق من أن المعايير (المعايير) قد تم الوفاء بها في الواقع، شريطة أن يتم ذلك، سيتم إصدار شهادة بهذا المعنى، سوف تحتاج الغرفة إلى إعادة اختبارها بشكل دوري.

### الاستخدام التشغيلي
اختبار ودعم تكوينات المعدات لاستخدامها داخل غرف عديم اللون، يتم تحقيق ذلك غالبًا باستخدام هياكل بلاستيكية أو خشبية غير موصلة، عندما لا يمكن تجنب الأسطح المعدنية، قد تكون مغطاة بقطع من مادة ماصة للرادار.
قد يلزم إجراء تقييم دقيق لما إذا كان يجب وضع معدات الاختبار (على عكس المعدات قيد الاختبار) داخل الغرفة أو خارجها، عادة يقع في غرفة عرض منفصلة، تتطلب الطاقة الرئيسية وكابلات الاختبار ترشيحًا عالي الجودة.
تُستخدم كابلات الألياف الضوئية أحيانًا لتوصيل الكابلات، نظرًا لأنها محصنة ضد التداخل RF العادي وتسبب أيضًا انعكاسًا ضعيفًا داخل الغرفة.

### مخاطر الصحة والسلامة المرتبطة بالحجرة اللاسلكية
ترتبط المخاطر التالية المتعلقة بالصحة والسلامة بغرف الترددات اللاسلكية:
- خطر الإشعاع RF.
- خطر الحريق.
- الموظفين المحاصرين.

لا يسمح للعاملين عادة دخول الغرفة أثناء القياس، هذه المخاطر ناتجة عن الترددات الراديوية أو الإشعاعات غير المؤينة وليس الإشعاعات المؤينة ذات الطاقة الأعلى.
نظرًا لأن مادة ماصة للرادار تمتص أشعة التردد اللاسلكي بشكل كبير، فإن الإشعاع الناتج عن الحوادث سيولد الحرارة داخل مادة ماصة للرادار، إذا كان لا يمكن تبديد هذا، فهناك خطر من أن تتطور البقع الساخنة وقد ترتفع درجة حرارة مادة ماصة للرادار إلى درجة الاحتراق، قد يكون هذا مخاطرة إذا اقترب هوائي الإرسال عن غير قصد من مادة ماصة للرادار، حتى بالنسبة لمستويات قدرة الإرسال المتواضعة، يمكن للهوائيات ذات الكسب العالي أن تركز تدفق الطاقة بالقرب من فتحاتها، على الرغم من أن مادة ماصة للرادار التي تم تصنيعها مؤخرًا تتم معالجتها عادة بمثبط للحريق، إلا أنه يصعب التخلص منها تمامًا، تتطلب لوائح السلامة عادة نظام إخماد للحرائق الغازية بما في ذلك كاشفات الدخان.